# Xã Wayne, Quận Montgomery, Ohio
Xã Wayne (tiếng Anh: Wayne Township) là một xã thuộc quận Montgomery, tiểu bang Ohio, Hoa Kỳ. Năm 2010, dân số của xã này là 0 người.